# Oskar Emil Batěk
Oskar Emil Batěk (27. říjen 1888 Vyšší Brod – 17. únor 1969 Kosmonosy) byl český hudební pedagog a dirigent.

## Život
V letech 1903 až 1906 studoval učitelský ústav v Českých Budějovicích. Během 1. světové války působil u vojenské hudby. Vystudoval pražskou konzervatoř, a to skladbu u Josefa Bohuslava Foerstera a dirigování u Otakara Ostrčila a Václava Talicha. V letech 1921 až 1937 působil jako hudební pedagog v Nymburku, kde založil hudební školu, jejíž byl v letech 1931 až 1937 ředitelem. V letech 19837 až 1950 byl ředitelem hudební školy v Mladé Boleslavi, kde založil Mladoboleslavskou filharmonii. Od roku 1951 byl ředitelem hudební školy v Liberci.